# Poecilopsetta megalepis
Poecilopsetta megalepis är en fiskart som beskrevs av Fowler, 1934. Poecilopsetta megalepis ingår i släktet Poecilopsetta och familjen flundrefiskar. Inga underarter finns listade i Catalogue of Life.